# Monika Sobolewska
Monika z Sobolewskich Grabowska (zm. 20 stycznia 1829) – polska arystokratka, córka kasztelana warszawskiego Macieja Sobolewskiego i Ewy Szydłowskiej, siostry metresy króla Stanisława Augusta Poniatowskiego Elżbiety Grabowskiej.

## Życiorys
Monika Sobolewska była wychowywana przez rodziców w wierze katolickiej. Wcześnie straciła matkę, która zmarła w 1778. Kasztelanka swoją młodość spędziła w Warszawie, a do grona jej przyjaciółek należała między innymi Krystyna Magdalena Radziwiłłówna, córka założycielki romantycznego ogrodu Arkadii Heleny z Przezdzieckich Radziwiłłowej. W 1797 Monika zawarła związek małżeński z Kazimierzem Grabowskim, najprawdopodobniej nieślubnym synem króla Stanisława Augusta Poniatowskiego. Mąż Moniki był zarazem jej ciotecznym bratem, a jego siostra Izabela poślubiła dwa lata wcześniej brata Sobolewskiej, Walentego. 
17 grudnia 1797 Monika Grabowska urodziła swojego pierwszego syna Maksymiliana. Kolejne dziecko Grabowskich, ochrzczone 21 maja 1799 w warszawskiej katedrze Świętego Krzyża nosiło imiona Mateusz Alfred Edward. Trzeci syn Grabowskich, urodzony 14 grudnia 1800 Kazimierz Maurycy został po powstaniu listopadowym kapitanem wojsk belgijskich. Ostatnie dziecko Moniki, syn Gustaw Jan został ochrzczony 28 czerwca 1807 w Izabelinie w rejonie wołkowyskim, gdzie mąż Sobolewskiej pełnił funkcję marszałka.